# اوختاسار
اوختاسار یا شل‌لی ( ارمنی: Ուղտասար؛ شل‌لی ترکی آذربایجانی: Şelli) یک منطقهٔ مسکونی در جمهوری آرتساخ است که در استان آسکران واقع شده‌است. این ناحیه در زمان جنگ قره‌باغ در میان نبرد آق‌دام خسارات زیادی دید؛ اما برخلاف شهر آق‌دام، همچنان شماری از روستاها دارای جمعیت اندکی هستند.